# Cuecas (EP de 1965)
Cuecas es el segundo EP oficial del cantautor chileno Ángel Parra, lanzado originalmente en Chile en 1965. El disco está conformado por cuatro cuecas compuestas por Roberto Parra, hermano de Violeta Parra y por consiguiente tío de Ángel.
En la etiqueta del disco se señala a «Ángel Parra y Conjunto» como sus intérpretes, sin especificarse quiénes conforman dicho conjunto.

## Lista de canciones
Toda la música compuesta por Roberto Parra. 
| Cuecas |                                                             |          |  |
| N.º    | Título                                                      | Duración |  |
| 1.     | «El 25 de enero»                                            |          |  |
| 2.     | «Las gatas con permanente» (o «Ya se fue el mes de agosto») |          |  |
| 3.     | «El afuerino»                                               |          |  |
| 4.     | «El chute Alberto»                                          |          |  |